# Suriname nos Jogos Paralímpicos
Suriname participou pela primeira vez dos Jogos Paralímpicos em 2004, e enviou atletas para competirem em todos os Jogos Paralímpicos de Verão desde então. Por outro lado, o país nunca participou de uma edição dos Jogos Paralímpicos de Inverno.